# Andreis
Andreis est une commune italienne d'environ 300 habitants de la province de Pordenone, dans la région autonome du Frioul-Vénétie Julienne.

## Administration
| Période                                  | Période | Identité | Étiquette | Qualité |
| ---------------------------------------- | ------- | -------- | --------- | ------- |
|                                          |         |          |           |         |
| Les données manquantes sont à compléter. |         |          |           |         |

### Hameaux
Alcheda, Bosplans, Cordata, Prapiero, Rompagnel, Selves, Sott'Anzas.

### Communes limitrophes
Barcis, Frisanco, Maniago, Montereale Valcellina.